# Estadio Mario Camposeco
El Estadio Mario Camposeco se encuentra ubicado en el municipio de Quetzaltenango, departamento con el mismo nombre. Tiene capacidad para 11000 aficionados y es la casa oficial del Club Xelajú que actualmente milita en la Liga Nacional de Guatemala, este recinto deportivo lleva el nombre de uno de los más grandes jugadores del club, Mario Camposeco denominándose de la misma forma al club.

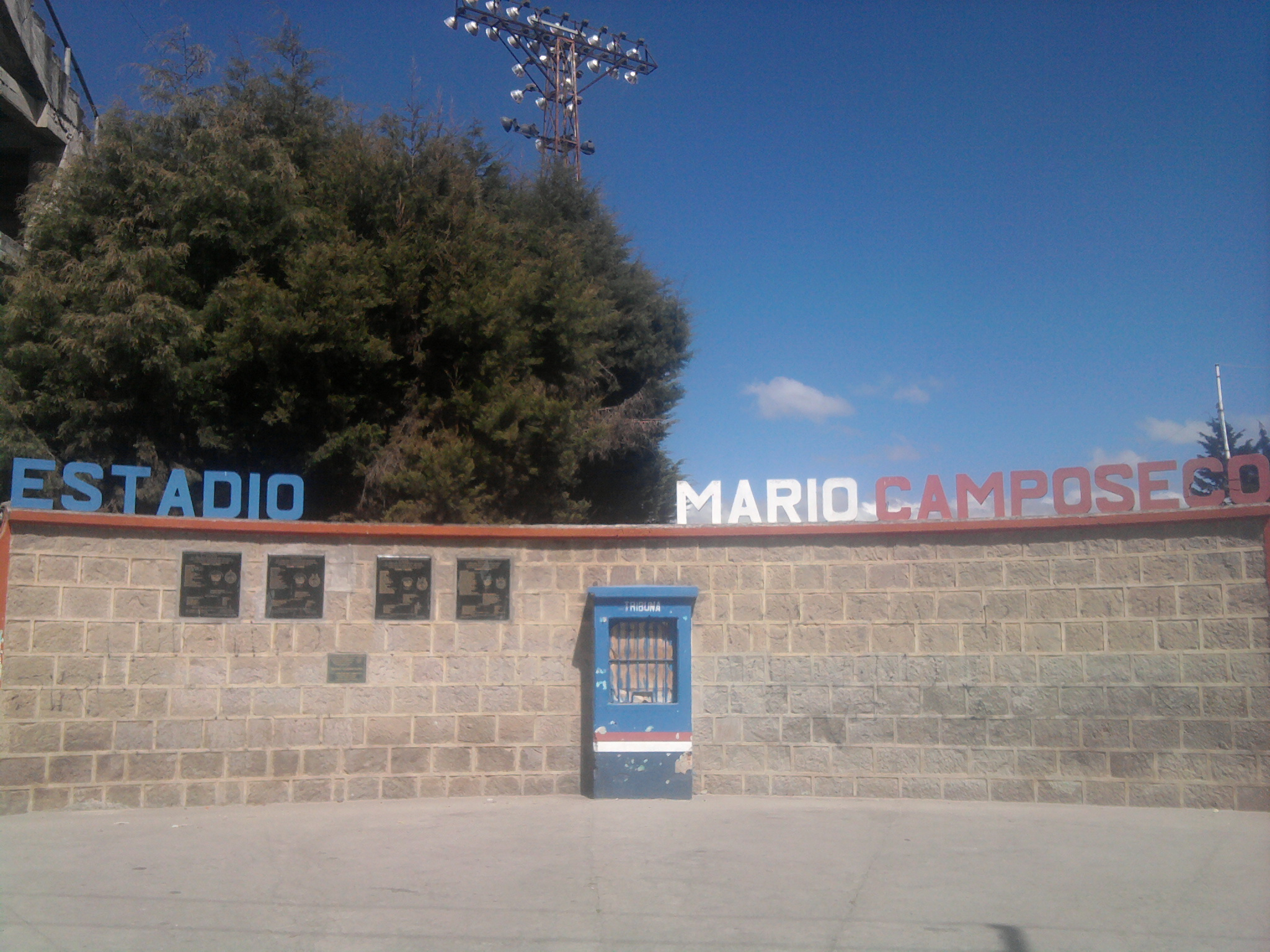
Entrada principal del Estadio Mario Camposeco.

## Construcción
Por parte del decreto número 435, el cual fue promulgado en noviembre de 1947, el Comité Nacional Olímpico, que en esas fechas estaba iniciando los preparativos para la realización de los Juegos Centroamericanos y del Caribe de 1950, celebrados en la Ciudad de Guatemala, tras los poderes especiales que se le fueron conferidos, realizó a través de la Dirección General de Educación Física de Guatemala, la construcción de modernas canchas de entrenamiento a lo largo de todo el país.
Dentro de los lugares designados para la creación de las mismas, estaba la ciudad de Quetzaltenango, cuyo concejo municipal otorgó uno de los campos enclavados en una de las zonas principales de la ciudad, por lo que en aquel entonces, se iniciaron los trabajos para la construcción del estadio en el año de 1948, del primer estadio para niños en Guatemala, cuyo costo fue de ochenta y tres mil doscientos diecinueve quetzales, con noventa y ocho centavos.

## Inauguración
El Estadio Mario Camposeco fue inaugurado el 8 de septiembre de 1950, durante la presidencia del doctor Juan José Arévalo Bermejo, bajo el nombre de Estadio Escolar durante la inauguración de la Primera Olimpiada Juvenil que se realizó en Quetzaltenango, durante los días 8, 9 y 10 de septiembre de 1950, como parte de los festejos conmemorativos de la Independencia de Guatemala.

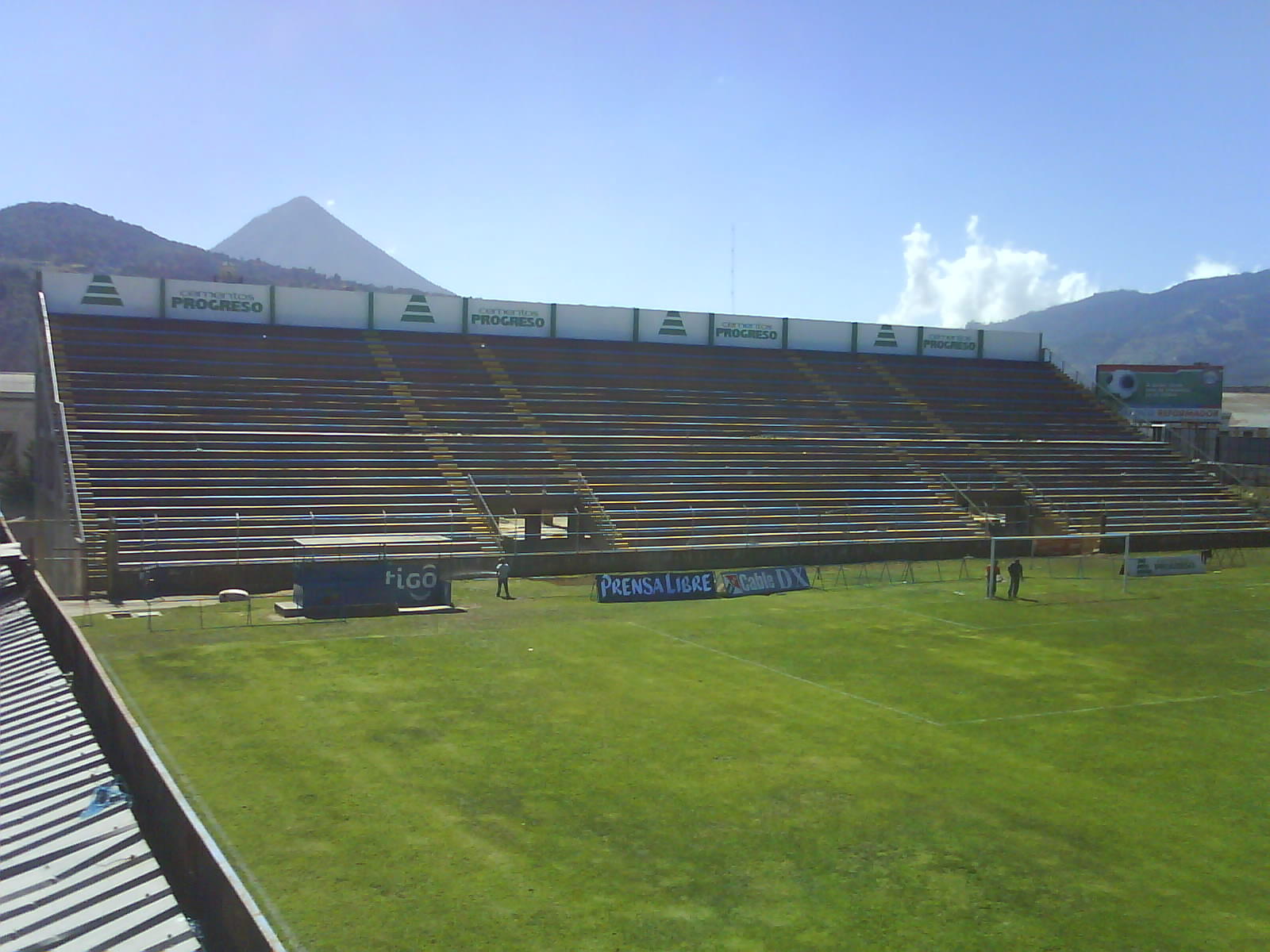
Graderío sur del Estadio Mario Camposeco, luego de su ampliación en 2005.

## Cambio de nombre
A raíz de la muerte del Jugador emblemático del Xelajú, Mario Camposeco tras un accidente aéreo, en 1951 se decide cambiar el nombre de Estadio Escolar a Estadio Escolar Mario Camposeco.

## Instalaciones
Al inaugurarse el estadio Mario Camposeco, las especificaciones eran las siguientes:
- Área: 12.612.50 Metros cuadrados.
- Ala Oriente: Gramilla de fútbol, pista de 400 metros planos.
- Costado Norte: Fosas para salto de altura, largo y triple salto.
- Costado Sur: Patios de Lanzamiento.
- Capacidad (para 1950): 15 000 espectadores.
- Subterráneo: Para pasar independiente del lugar destinado para el público.
- Ala NorteOriente:
- Piscina de Natación: Largo 25 metros, ancho 10 metros, profundidad escalonada 1.60 a 1.25 metros (capacidad de la piscina 200 000 Galones, Agua Provisional de la alcaldía municipal, agua propia de pozo).
- Vestidores: Ala Oriente 6 vestidores, baño y servicios sanitarios para deportistas, servicios sanitarios para público en general.
- Ala Sur: Taquilla y jardines.
- Ala Sur-Oriente: Pista de basquetball, softbol y tenis.
- Puertas de entrada: 6 puertas de reja.
- Salida: por tres calles.

Posteriormente al popularizarse el Club Xelajú, en años posteriores fue modificándose el estadio para su uso exclusivo en fútbol, eliminándose así la pista de 400 metros planos, también denominándose solo como Estadio Mario Camposeco, teniendo capacidad para 7000 aficionados.
En 1999 se remodeló el estadio, teniendo como principal objetivo la mejora del terreno de juego así como la introducción de drenaje tipo francés para la absorción del agua, en caso de partidos que se llevaran a cabo durante la lluvia, tiempo después se le introdujeron cuatro torres de iluminación para partidos nocturnos.
En 2005 se realizó la ampliación a los graderíos, especialmente del lado sur, aumentando la capacidad a 11 226 aficionados. En 2012 se mejoró el sistema de iluminación para poder disputar la edición de la Concacaf Liga Campeones 2012-13.

## Otros eventos
El Estadio Mario Camposeco también ha sido testigo de conciertos, tanto nacionales como internacionales, destacando entre ellas las presentaciones del grupo Los Tigres del Norte, además de Marco Antonio Solís, K-Paz de la Sierra, Vicente Fernández, Marcos Witt, entre otros. También se han realizado eventos religiosos y sociales; durante el tiempo en que estuvo la pista de 400 metros planos, fue meta final de etapas de la vuelta ciclística a Guatemala. 